# Ooencyrtus australiensis
Ooencyrtus australiensis är en stekelart som först beskrevs av Girault 1915.  Ooencyrtus australiensis ingår i släktet Ooencyrtus och familjen sköldlussteklar. Inga underarter finns listade i Catalogue of Life.